# Villamayor de Monjardín
Villamayor de Monjardín (baszkul: Deio vagy Deiu) település Spanyolországban, Navarra autonóm közösségben. Villamayor de Monjardín Barbarin, Luquin, Igúzquiza, Abáigar, Olejua, Etayo és Los Arcos községekkel határos. Lakosainak száma 113 fő (2024).

## Népesség
A település népessége az elmúlt években az alábbi módon változott:
| Lakosok száma | 124  | 135  | 139  | 140  | 137  | 130  | 115  | 119  | 114  | 113  |
|               | 2001 | 2004 | 2007 | 2009 | 2012 | 2014 | 2017 | 2019 | 2022 | 2024 |